# Zastava M70
Ne doit pas être confondu avec Zastava M70 (pistolet).

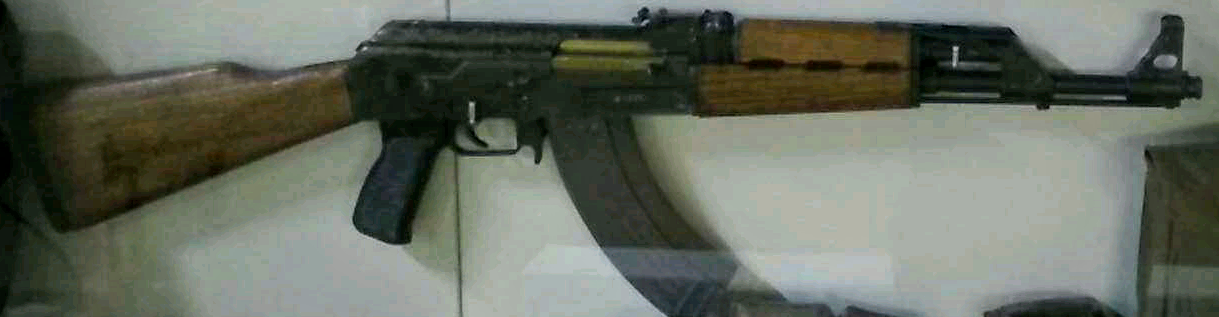
Le FAZ M70B (à crosse fixe) présente une masse en ordre de combat de 4,5 kg.

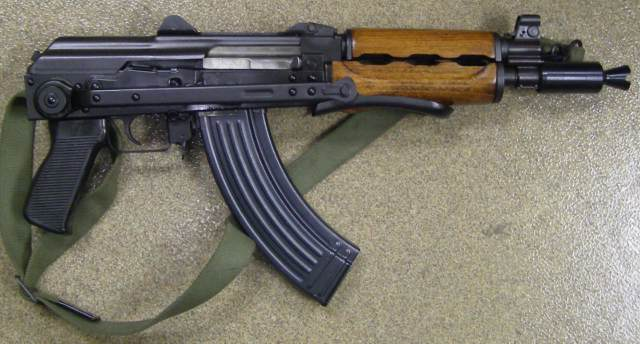
Le PM compact Zastava M92

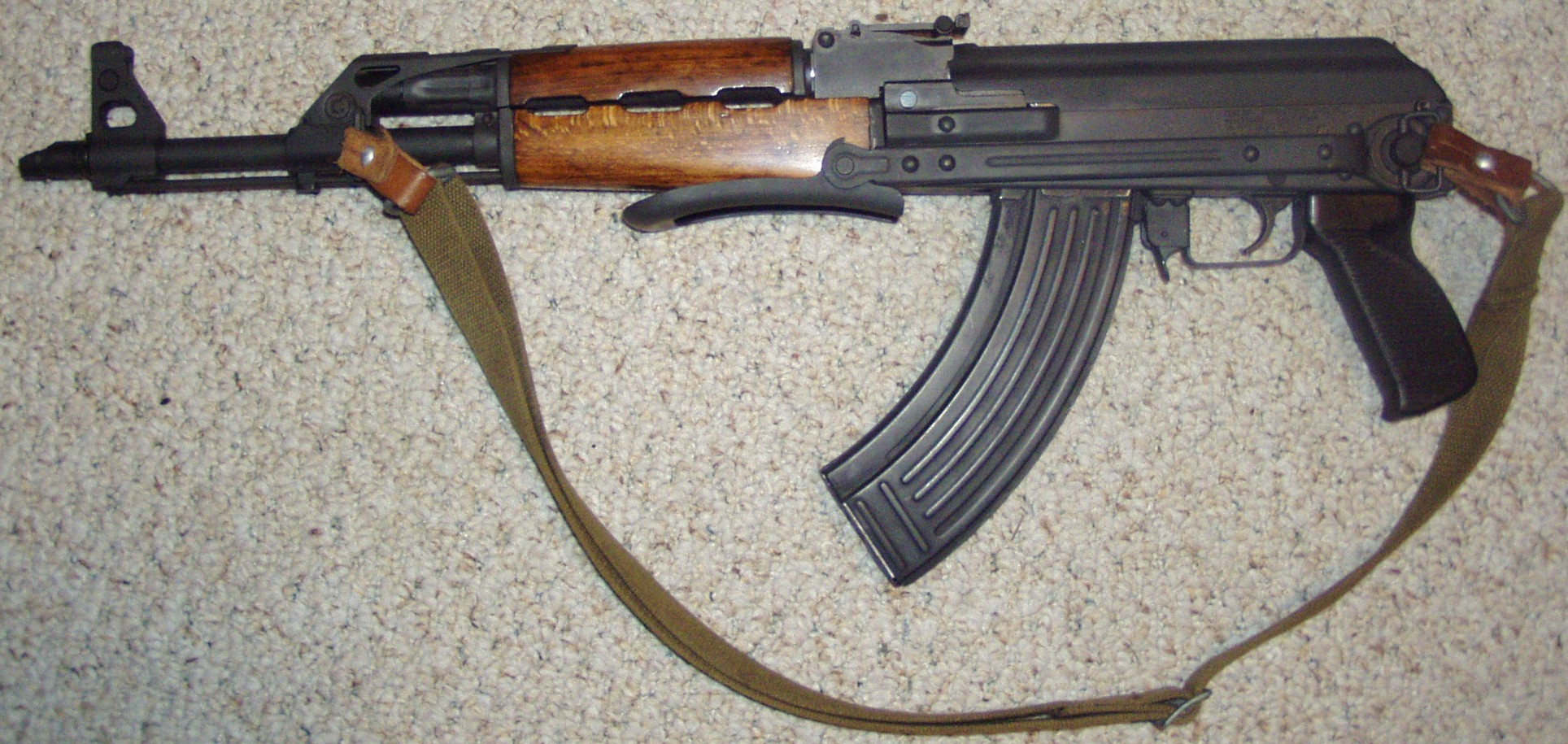
M70AB avec crosse repliée

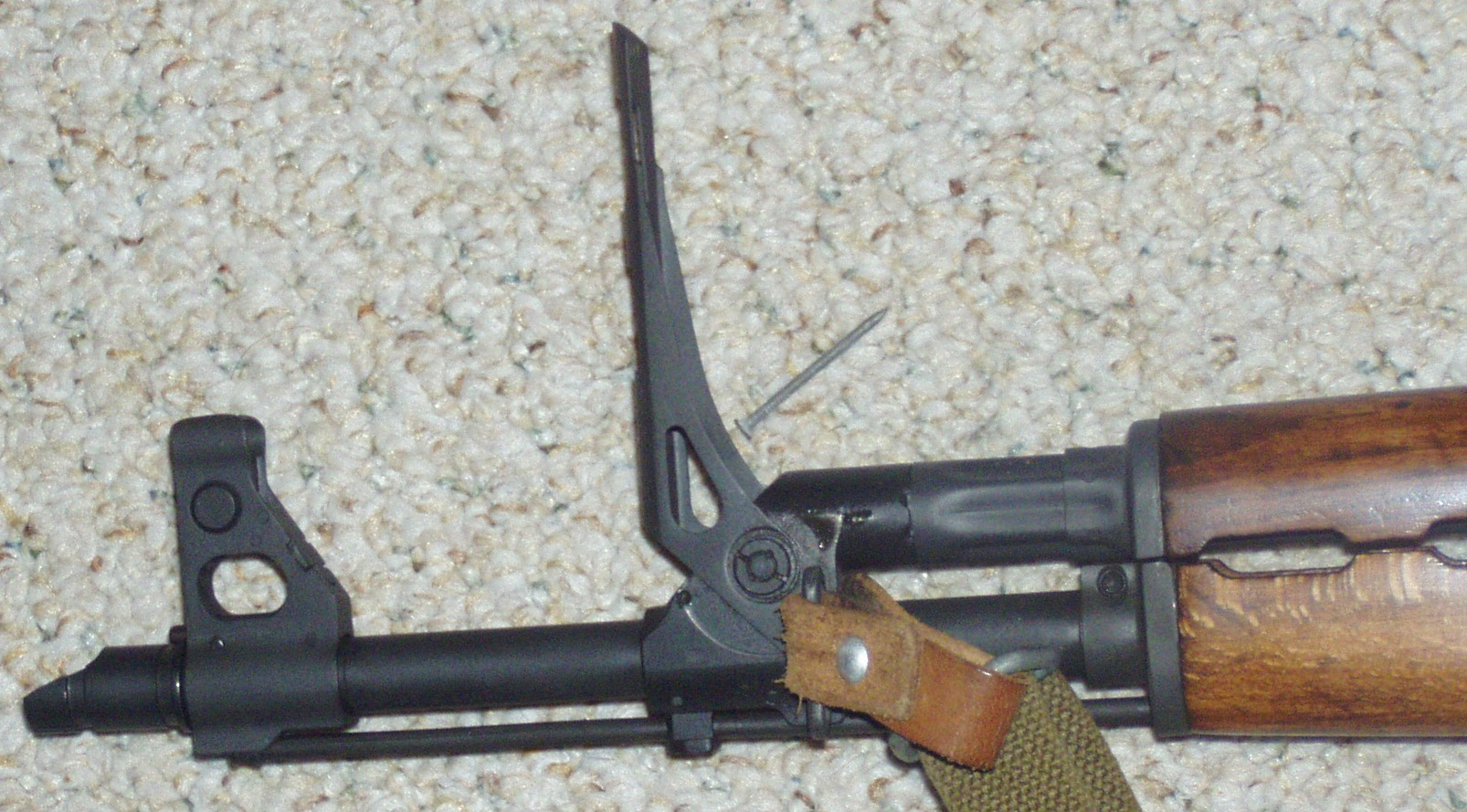
Détail de l'alidade de visée

Le Zastava M64 / M70 est un fusil d'assaut yougoslave dérivé des AK-47 et AKM-59. Ses plus récentes variantes sont encore en production en 2006.

## Caractéristiques
Fonctionnant par emprunt des gaz et verrouillage par culasse rotative, il permet le tir sélectif. Il diffère de l'AK-47 par un garde-main plus long à trois aérations et la possibilité de monter un manchon lance-grenades à empennage de calibre 22 mm (grenade antipersonnel/antichar M60, éclairante M62 et d'exercice M66). C'est lui-même une version modifiée du M64. Elles possèdent toutes des chargeurs avec un arrêtoir de culasse.

## Variantes yougoslaves
- M64 : copie de l'AK 47 avec manchon lance-grenades amovible. Le canon du M64 est de 50 cm. Carcasse en acier matricé.
- M64A/M64B /M70A : canon de 41 cm. Les M64B/70A correspondent à l'AKS russe.
- M70B1/AB2 : copies de l'AKM/AKMS avec manchon lance-grenades amovible. Carcasse en acier embouti.
- M70B3/AB3 : copies de l'AKM/AKMS sans manchon lance-grenades amovible. Carcasse en acier embouti.

☆ M70 en 7.92 mauser (8.57 IS actuel)
- AR M77B1 : M70B1 en 7,62 mm OTAN, capacité de 20 coups.
- SMG M92 : version compacte du M70B1, à crosse repliable.
- AR M80/M90 : M70B1 en 5,56 mm OTAN, 30 coups.
- SMG M85 : version compacte des AR M80/M90 à crosse repliable.

| Modèle                | Munition     | Emploi                 | Longueur mini/maxi                        | Canon (longueur en cm) | Masse à vide | Chargeur            |
| --------------------- | ------------ | ---------------------- | ----------------------------------------- | ---------------------- | ------------ | ------------------- |
| ZCZ M64               | 7,62 mm M43  | fusil d’assaut         | 102 cm                                    | 49 cm                  | 3,9 kg       | 20 cartouches       |
| ZCZ M64A puis M70     | 7,62 mm M43  | fusil d’assaut         | 95 cm                                     | 41,5 cm                | 3,8 kg       | 30/75 cartouches    |
| ZCZ M64B puis M70A    | 7,62 mm M43  | fusil d’assaut         | 69/95 cm                                  | 41,5 cm                | 3,75 kg      | 30/75 cartouches    |
| ZCZ M70B1             | 7,62 mm M43  | fusil d’assaut         | 89 cm (95 cm avec lance-grenade)          | 41,6                   | 3,75 kg      | 30/75 cartouches    |
| ZCZ M70AB2            | 7,62 mm M43  | fusil d’assaut         | 64/89 cm (95 cm avec lance-grenade)       | 41,6 cm                | 3,7 kg       | 30 ou 75 cartouches |
| ZCZ M70B3             | 7,62 mm M43  | fusil d’assaut         | 89 cm                                     | 41,6                   | 3,75 kg      | 30/75 cartouches    |
| ZCZ M70AB3            | 7,62 mm M43  | fusil d’assaut         | 64/89 cm                                  | 41,6 cm                | 3,65 kg      | 30 ou 75 cartouches |
| ZCZ M77B1             | 7,62 mm OTAN | fusil d’assaut         | 99 cm                                     | 50                     | 3,4 kg       | 20 cartouches       |
| ZCZ M80/M80A puis M90 | 5,56 mm OTAN | fusil d’assaut         | 72,5 (M80A avec crosse repliée) / 98,5 cm | 46                     | 4,03 kg      | 20/30 cartouches    |
| ZCZ M85               | 5,56 mm OTAN | fusil d’assaut compact | 57/79 cm                                  | 25,4                   | 3,2 kg       | 20/30 cartouches    |
| ZCZ M92               | 7,62 mm M43  | fusil d’assaut compact | 58/80 cm                                  | 25,4                   | 3,3 kg       | 30/75 cartouches    |

La version civile appelée Semiautomatic Sporting Rifle PAP et destinée au marché nord-américain ne tire pas en rafale et ne reçoit ni baïonnette ni lance-grenades. Mesurant 94 cm pour 3,6 kg, sa monture en bois comprend une crosse à trou.

## Variantes serbes

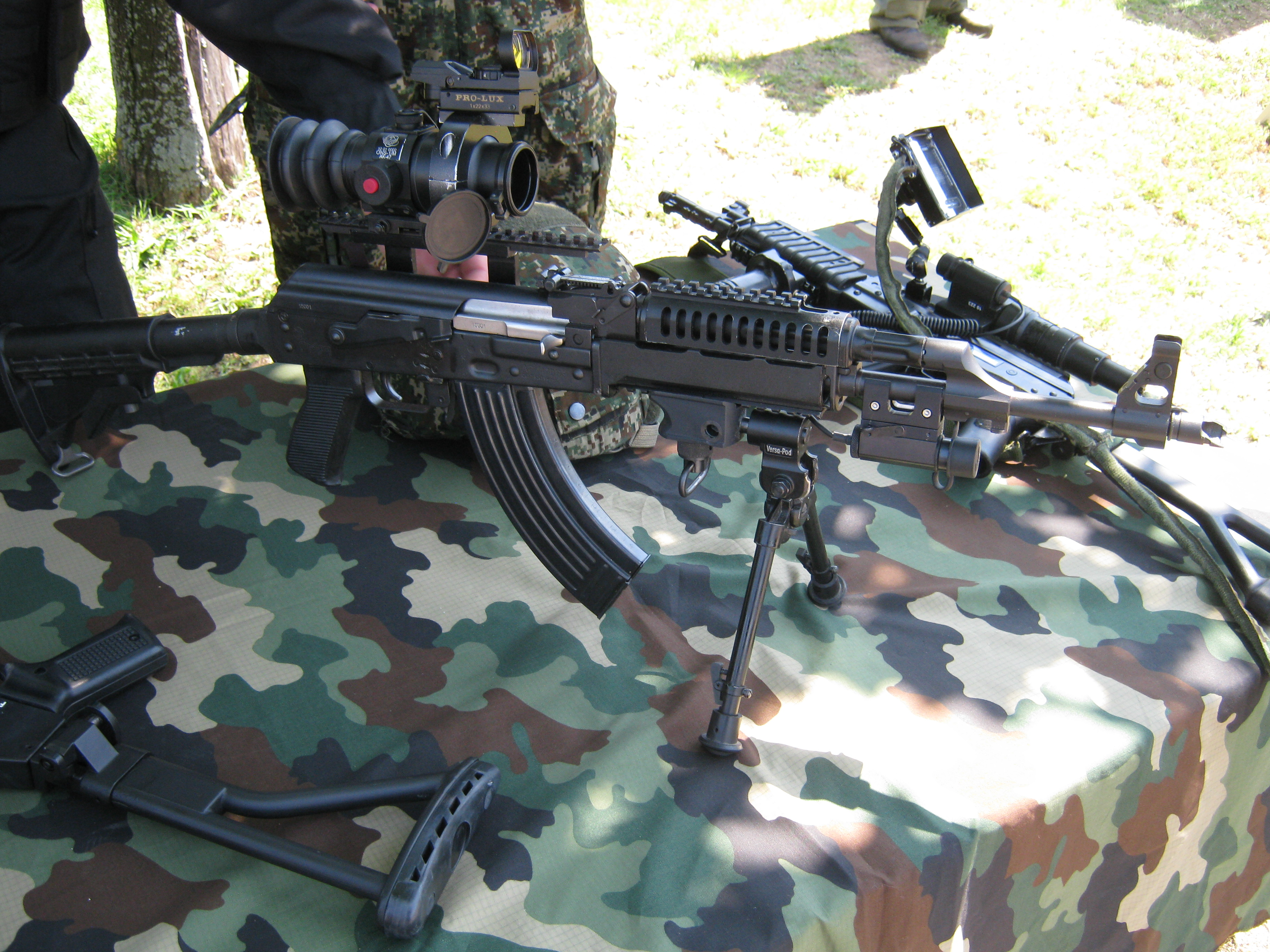
Un FA Zastava M70 AB2 modernisé : avec bipied et pointeur laser.

Pour l'exportation, la firme de Kragujevac a développé un M70 Modernisé en y ajoutant des rails type  :
- version crosse fixe et monture en polymère. Longue de 89 cm pour 3,6 kg sans chargeur ;
- version crosse rétractable type Carabine M4 et monture en polymère. Longue de 89 cm pour 3,6 kg sans chargeur

Zastava a également produit à partir du M70 une nouvelle famille de fusil d'assaut nommée M21. Pesant 3,5 kg sans chargeur pour une longueur de 79 à 89 cm.

## Quelques pays utilisateurs

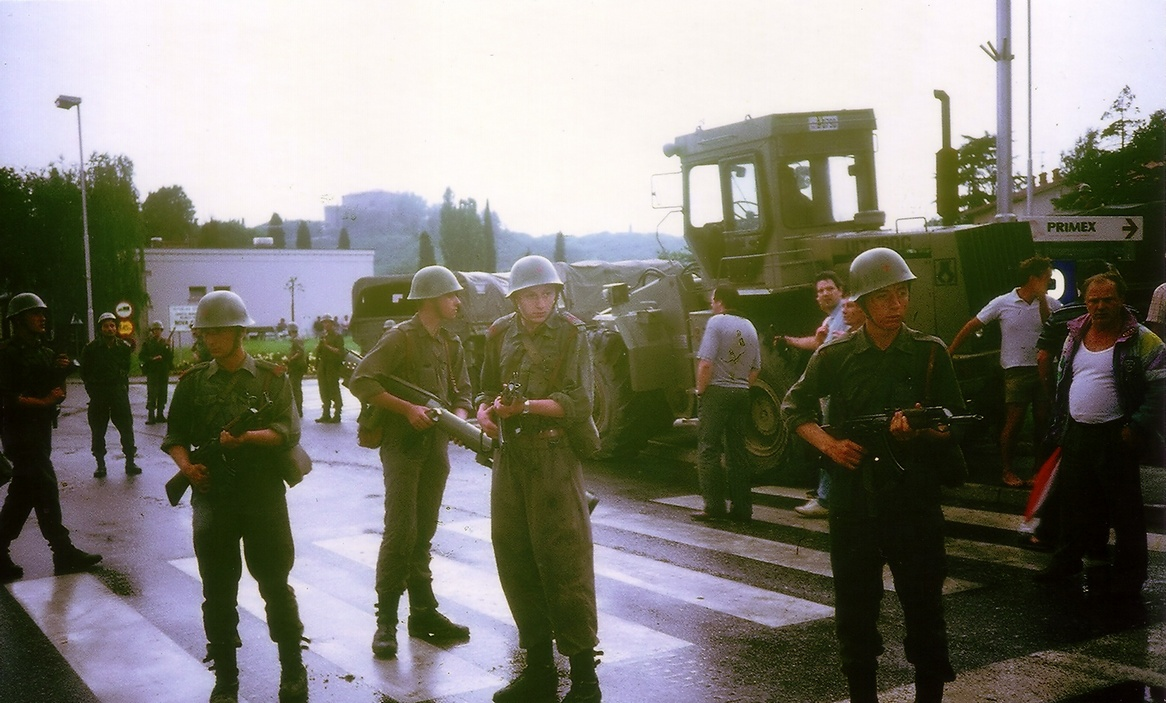
Fantassins de la JNA armés de FAZ M70A durant la Guerre des dix jours.

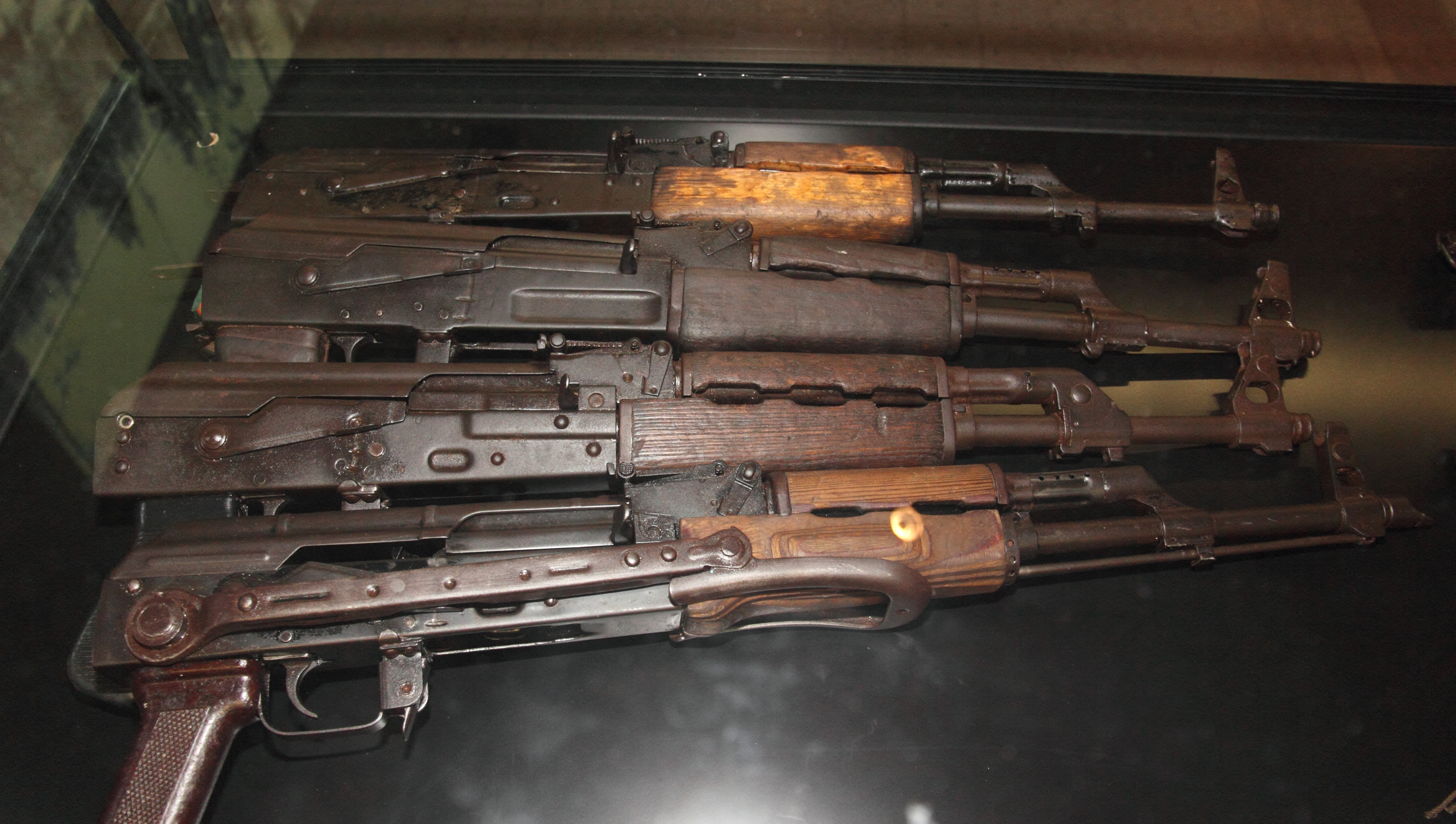
Quelques variantes du Kalashnikov saisis par la Marine finlandaise lors de l'Opération Atalante. Les pirates somaliens capturés possédaient ainsi (de haut en bas) : AKM, AK-47, FAZ M70 et AKM.

Ils armaient les soldats de la JNA puis les combattants des guerres de Yougoslavie et des guerres du Golfe :
- Albanie : copié sous le nom de ASH-82
- Bosnie-Herzégovine : emploi par les miliciens bosniaques  et lors de la Guerre de Bosnie-Herzégovine
- Cambodge
- Chypre  : en service dans la Garde nationale chypriote.
- Croatie :  emploi par les miliciens et militaires croates  et lors de la Guerre de Croatie
- Irak : variantes Tabuk/Tabuk Sniper produites sous licence par les arsenaux irakiens.
- Mozambique
- Kosovo (utilisé par les forces de sécurité du Kosovo)
- Monténégro
- Palestine
- Serbie
- Pount il est comme toutes les variantes des FA Kalachnikov  en usage chez les pirates de la Mer Rouge.
- Slovénie
- Royaume-Uni /  États-Unis /  Afrique du Sud sociétés militaires privées

À la suite du conflit des Balkans de 1991-1995, les FA Zastava se sont répandus au sein de la Mafia, la Camorra, la 'Ndrangheta (Italie) ou du Milieu (France). Ainsi, en 2012,  lors d'un contrôle des Douanes sur l'Autoroute A4 furent saisis « les pièces détachées de cinq fusils-mitrailleurs Zastava M70, équivalent yougoslave de la Kalachnikov » saisi.

## Les autres armes de guerre signées ZCZ
- La gamme des armes légères de Zastava Arms comprend aussi les 
  - Zastava M56/M65
  - Zastava M57
  - Zastava M72
  - Zastava M76
  - Zastava M91
  - Zastava M84